# Skyum Sogn
Skyum Sogn er et sogn i Sydthy Provsti (Aalborg Stift).
I 1800-tallet var Hørdum Sogn anneks til Skyum Sogn. Begge sogne hørte til Hassing Herred i Thisted Amt. Skyum-Hørdum sognekommune blev ved kommunalreformen i 1970 indlemmet i Sydthy Kommune, som ved strukturreformen i 2007 indgik i Thisted Kommune.
I Skyum Sogn ligger Skyum Kirke.
I sognet findes følgende autoriserede stednavne:
- Bostenhede (bebyggelse)
- Gudnæs Strand (bebyggelse)
- Skyum (bebyggelse, ejerlav)
- Skyum Bjerge (areal, bebyggelse)
- Storhøj (areal)
- Årbæk (vandareal)